# Prisojni zimnik
Prisojni zimnik (znanstveno ime Sympecma fusca) je predstavnik enakokrilih kačjih pastirjev iz družine zverc, razširjen po Evropi in delu Srednje Azije ter Severne Afrike.

## Opis
Odrasli dosežejo 34 do 39 mm v dolžino, od tega zadek 25–30 mm, zadnji krili pa merita 18 do 23 mm. Po monotoni obarvanosti je nezamenljiv z večino drugih kačjih pastirjev: osnovna barva je rjava s črnimi lisami po vrhu telesa. Zelo podoben je le vzhodni zimnik, od katerega se razlikuje po ravnem robu črne proge na vrhu oprsja. Zelo stari osebki so temnejši.
Odrasli letajo od zgodnje pomladi do jeseni.

## Habitat in razširjenost
Razmnožuje se v plitvih stoječih ali počasi tekočih vodnih telesih z zaraščenimi bregovi. Bistvena značilnost je plavajoče rastlinje, na katerega se samica opre pri odlaganju jajčec, pa tudi topla lega, ki omogoči, da so aktivni že zgodaj spomladi. Je namreč ena redkih evropskih vrst, pri kateri prezimijo odrasli osebki. Ti se pozno jeseni razpršijo tudi več kilometrov daleč od vode, kjer so se izlegli, in poiščejo prezimovališče v rastlinskem opadu ob gozdnih mejah ali v odprtih gozdovih. Tam čez zimo hibernirajo. Ko se spomladi spet prebudijo, se razmnožijo, spomladanske ličinke pa nato tvorijo nov rod, ki odraste poleti, preživi zimo in se razmnožuje naslednjo pomlad.
Prisojni zimnik je razširjen po vsej kontinentalni Evropi vključno z jugom Skandinavije, le proti severu postaja vedno redkejši. Pogost je tudi na severnem delu Magreba v Afriki in v Zahodni Aziji. Proti vzhodu sega razširjenost prek gorovja Kopet Dag na severu Irana do hribovij Srednje Azije, tamkajšnja nižavja pa so zanj presuha. V Sloveniji je razširjen po nižniskih predelih, predvsem v stoječih vodah z veliko organskega materiala in zaraščenimi bregovi, na Krasu tudi v počasi tekočih. Prezimujoče osebke je najti daleč od primernih vodnih teles, sredi leta jih je še možno opaziti, ko letajo hkrati z opazno bolj svežimi, ki so pravkar odrasli. Nemški entomolog Hermann Loew je leta 1866 prvič opisal hibernacijo pri tej vrsti ravno po najdbah na Slovenskem. Podatkov o današnji razširjenosti ni dovolj za oceno ogroženosti.